# Перепись населения Молдовы (2004)
Перепись населения Молдавии 2004 года  — первая национальная перепись населения республики Молдова, проведённая под наблюдением Совета Европы в октябре 2004 года.
С 11 по 18 ноября 2004 года была также проведена независимая перепись населения Приднестровской Молдавской Республики 2004 года. До этого перепись на территории современной республики проводилась в рамках всесоюзной переписи 1989 года в период существования Молдавской ССР.

## Статистический анализ и сопоставления
По данным переписи 2004 года, на территориях подконтрольных республике Молдова проживало 3 388 071 человек, что оказалось на 208 тысяч человек или 5,8 % меньше, чем на тех же территориях в 1989 году. Численность населения Приднестровья сократилась ещё интенсивнее (с 730 тыс. по всесоюзной переписи 1989 года до 555 347 человек по переписи 2004 года или на 24 %). В Молдавской ССР, напротив, наблюдался стабильный рост численности всей национальностей. Сокращение населения Молдавии объяснялось усилением эмиграции населения, а также появлением естественной убыли населения несмотря на то что Молдова по-прежнему остаётся преимущественно сельской страной (61,4 % населения — селяне), что отличает республики от урбанизированных стран европейской части СНГ.

## Национальный состав
Динамика численности жителей существенно различалась по национальностям. Быстро сокращалась численность и удельный вес русскоязычного населения: русских, украинцев, евреев и болгар. Абсолютная и относительная численность молдаван и румын возросла благодаря частичной ассимиляции русскоязычных, детей из смешанных браков, а также смене политического самосознания некоторой части молдаван на самоидентификацию «румыны». Доля молдавского населения поднялась с 69,9 % в 1989 до 75,8 % в 2004, румын — с 0,1 % до 2,2 %. Гагаузы, получившие своё автономное образование в составе республики, также продемонстрировали небольшой абсолютный и относительный рост численности.
| Национальный состав 1989 (без территории ПМР) | Национальный состав 1989 (без территории ПМР) | Национальный состав 1989 (без территории ПМР) | Национальный состав 1989 (без территории ПМР) | Национальный состав 1989 (без территории ПМР) |
| --------------------------------------------- | --------------------------------------------- | --------------------------------------------- | --------------------------------------------- | --------------------------------------------- |
| молдаване                                     |                                               |                                               | 69.9 %                                        |                                               |
| украинцы                                      |                                               |                                               | 11.3 %                                        |                                               |
| русские                                       |                                               |                                               | 9.8 %                                         |                                               |
| гагаузы                                       |                                               |                                               | 4.1 %                                         |                                               |
| болгары                                       |                                               |                                               | 2.0 %                                         |                                               |
| румыны                                        |                                               |                                               | 0.1 %                                         |                                               |
| прочие                                        |                                               |                                               | 2.8 %                                         |                                               |

| Национальный состав 2004 (без территории ПМР) | Национальный состав 2004 (без территории ПМР) | Национальный состав 2004 (без территории ПМР) | Национальный состав 2004 (без территории ПМР) | Национальный состав 2004 (без территории ПМР) |
| --------------------------------------------- | --------------------------------------------- | --------------------------------------------- | --------------------------------------------- | --------------------------------------------- |
| молдаване                                     |                                               |                                               | 75.81 %                                       |                                               |
| украинцы                                      |                                               |                                               | 8.35 %                                        |                                               |
| русские                                       |                                               |                                               | 5.95 %                                        |                                               |
| гагаузы                                       |                                               |                                               | 4.36 %                                        |                                               |
| румыны                                        |                                               |                                               | 2.17 %                                        |                                               |
| болгары                                       |                                               |                                               | 1.94 %                                        |                                               |
| другие                                        |                                               |                                               | 1.4 %                                         |                                               |

## Родные языки
По переписи 2004 года 60,0% участников родным языком указало молдавский язык, 16,5% — румынский, 11,2% — русский.

## Обиходный язык
Наряду с данными о родном языке были получены данные об основном языке общения. Для 58,8 % населения Молдавии таким языком является молдавский, для 16,4 % — румынский, 16,0 % — русский, 3,8 % — украинский, 3,1 % — гагаузский и 1,1 % — болгарский. 0,4 % жителей страны обычно говорят на других языках.
Большинство украинцев, гагаузов и болгар указали язык своей национальности в качестве родного. Каждый второй украинец, каждый третий болгарин и каждый четвёртый гагауз чаще всего использует русский язык. Молдаване, говорящие в основном на русском языке составляют 5,0% от их числа.
6,2 % украинцев, 4,4 % русских, 1,9 % гагаузов, 2,2 % румын и 7,1 % болгар говорят преимущественно на молдавском языке.